# Sandow (Cottbus)

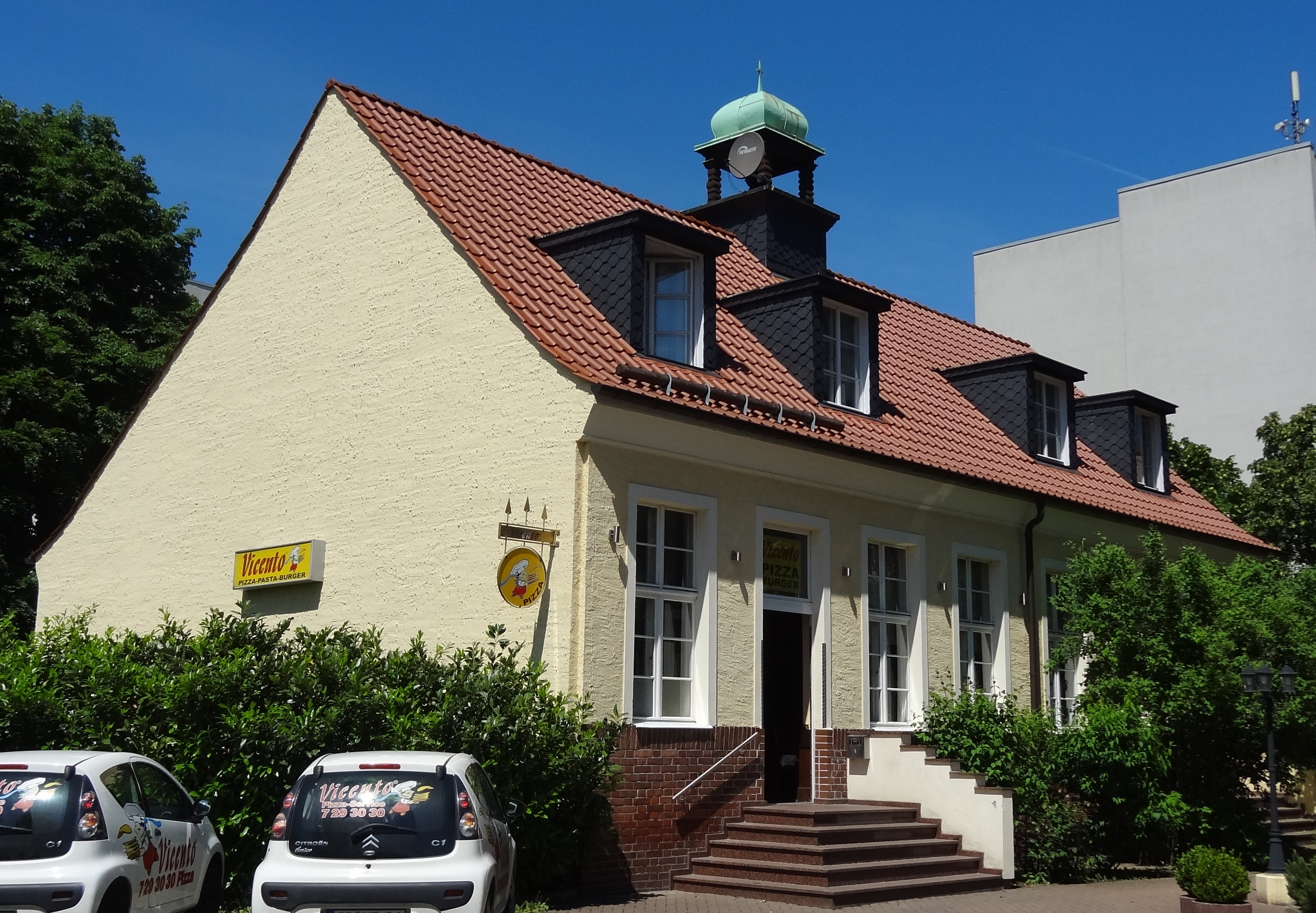
Ehemaliges evangelisches Gemeindehaus, jetzt Restaurant

Sandow, niedersorbisch Žandow, ist ein Stadtteil der brandenburgischen Stadt Cottbus.

## Lage
Sandow liegt östlich der Cottbuser Altstadt, rechts der Spree. Die Sandower Straße war eine alte Fernhandelsstraße von Cottbus nach Osten.
Sandow wird von der Straßenbahnlinie 2 der Cottbusverkehr GmbH erschlossen. Im Süden des Stadtteils liegt der Haltepunkt Cottbus-Sandow an den Bahnstrecken Cottbus–Guben und Cottbus–Forst.

## Geschichte
1451 wurde Sandow erstmals erwähnt. 1615 brannten 55 Häuser bei einem Feuer nieder.
Im 19. Jahrhundert wurde Sandow ein Industriestandort. Seit 1893 verkehrte eine Straßenbahn nach Cottbus. Am 1. Juli 1904 wurde der größte Teil der Landgemeinde Sandow nach Cottbus eingemeindet, während aus dem anderen Teil mit ca. 150 Einwohnern der neue Gutsbezirk Cottbuser Stadtheide gebildet wurde. Dieser wurde 1910 ebenfalls nach Cottbus eingegliedert.
In den 1950er Jahren entstand mit der Großwohnsiedlung Sandow ein großes Neubaugebiet, das den Ortsteil bis heute prägt. 1982 benannte sich die Rockband Sandow nach diesem Stadtteil.

## Persönlichkeiten
- Elisabeth Wolf (1873–1964), Malerin, in Sandow geboren und wohnhaft
- Hermann Garbe (1874–20. Jahrhundert), Politiker
- Albert Förster (1888–1958), Widerstandskämpfer gegen den Nationalsozialismus
- Willi Budich (1890–1938), Politiker (KPD), in Sandow geboren